# Robert Göstl (Dirigent)
Robert Göstl (* 1969 in Deuerling) ist ein deutscher Dirigent, Chorleiter, Musikpädagoge, Autor und Hochschullehrer.

## Leben
Nach dem Studium in Regensburg und an der Hochschule für Musik in Würzburg leitete er mehrere Kinder- und Jugendchöre sowie Erwachsenenchöre. So war er von 2001 bis 2005 musikalischer Leiter der Grundschule der Regensburger Domspatzen und leitete seit 1995 deren Vorchöre. Nach Lehraufträgen an den Musikhochschulen in Regensburg und Würzburg wurde er 2008 zum  Professor für Kinderchorleitung/Singen mit Kindern an die Hochschule für Musik und Tanz in Köln berufen und hat dort auch über viele Jahre das Fach Chorleitung vertreten. 
Von 2010 bis 2014 war Göstl künstlerischer Leiter des Deutschen Jugendkammerchors. Danach leitete er den von ihm mitgegründeten Kammerchor vox animata. 2019 bis 2021 hatte er zusammen mit Erik Sohn die künstlerische Leitung des Landesjugendchores NRW inne. Im September 2021 übernahm er die Leitung des Rundfunk-Jugendchors Wernigerode sowie die Koordination des inhaltlichen Schwerpunktes Musik am Landesgymnasium für Musik in Sachsen-Anhalt.
Als Gastdirigent und Referent ist Robert Göstl im In- und Ausland gefragt; Konzert- und Vortragsreihen führten ihn in zahlreiche europäische Länder sowie nach Lateinamerika und Asien. Neben den Themen Stimme und Chor geht es dabei auch immer um den persönlichkeitsbildenden Aspekt musikalischer Arbeit.

## Veröffentlichungen
- Singen mit Kindern. ConBrio, Regensburg 1996
- Chorleitfaden, Bd. 1. ConBrio, Regensburg 2006
- Chorleitfaden, Bd. 2. ConBrio, Regensburg 2008
- Faszination Kinderchor. ConBrio, Wernigerode 2021 (Empfehlung des BMU)